# Idéologie coloniale française

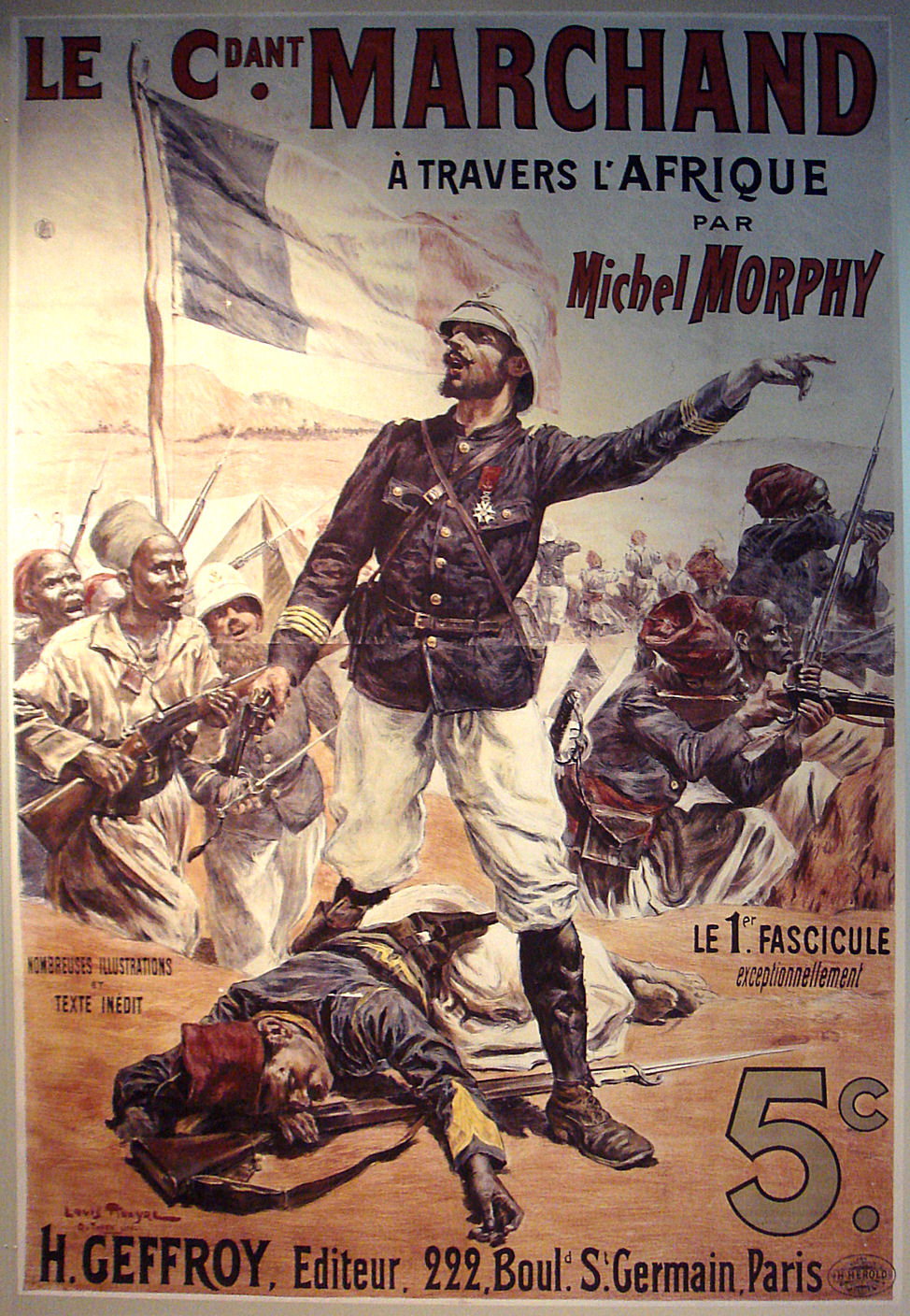
Publication de propagande coloniale de 1898.

L’idéologie coloniale française est un système d’idées, de conceptions et de représentations visant à promouvoir et à défendre l’idée des colonies en France, et qui fournit une interprétation globale du monde impliquant certains points de vue et engageant à des normes et des directives d’action.
Les historiens considèrent qu'elle s'est construite progressivement, est née, a été validée et a existé dans des contextes particuliers, que l'on peut particulièrement rattacher aux évolutions de la France dans les relations internationales. Il ne s'agit donc pas de connaître les développements qu'a connus la politique coloniale française, étant ici entendue comme l’ensemble des mesures et les orientations décisionnelles des autorités françaises en Métropole en lien avec le sort de ses colonies outre-mer.

## Création de l’Empire colonial
Voir aussi : Congrès de Vienne
Dans la période immédiate suivant la Révolution, le traitement des questions coloniales doit notamment se comprendre par le prisme de la guerre avec la Grande-Bretagne (et ensuite le Royaume-Uni) à partir de 1793 et la concentration de Napoléon sur l’affirmation de l’ensemble français, par l’expansion, l’extension de l’influence française hors des frontières et la proclamation de l’Empire. S’ensuit l’idée centrale de la conception de la nature du lien entre la France et les colonies qui est alors celle de l’Assimilation coloniale : les colonies sont considérées comme parties de l’empire français. Cependant, la conception d’empire n’est pas encore celle de l’empire colonial, mais elle est liée à la politique expansionniste napoléonienne en Europe. En réalité, outre-mer, la politique vis-à-vis des colonies, manifestant une « volonté d’atteindre l’Angleterre en tous les points du globe », révèle en fait un Napoléon qui se montre homme d’Ancien Régime, s’opposant à l’assimilation révolutionnaire, rétablissant l’esclavage. La quasi-disparition du domaine colonial français (conquêtes britanniques (Canada), abandon de possessions (vente de la Louisiane en 1803) et révoltes aux Antilles, indépendance d’Haïti en 1804) poursuit la crise qui n’est que précipitée en 1815. Au sortir du Congrès de Vienne, ce sont moins les amputations territoriales (qui, tant en Europe qu’outre-mer, ne constituent pas le souci principal ni des assemblées révolutionnaires, ni, après l’épisode napoléonien, de Louis XVIII) que l’affaiblissement de la présence et de la puissance politique françaises, en Europe et outre-mer, qui donnent à la colonisation un nouveau visage, une nouvelle identité.[réf. nécessaire]

### Le territoire: évolution d’une conception, vers l’expansionnisme impérialiste
Alors que la colonisation française – comme la colonisation en général – était surtout axée sur des motivations mercantilistes jusqu’à la fin de la Restauration, c’est un événement déclencheur qui donne à la colonisation française une nouvelle définition, axée sur la promotion et le soutien à la puissance politique de l’État, et où le territoire prend une importance nouvelle ; il s’agit de la prise d’Alger.

#### La prise d’Alger et la phase de transition
L'expédition d'Alger, entreprise par Charles X pour des raisons de politique intérieure et de prestige dynastique, reçoit peu l’assentiment de la population et de la classe politique françaises, plus préoccupées par les troubles internes et les luttes de classes à l’intérieur du pays, celles-là mêmes que l’expédition d’Alger visait à canaliser vers l’extérieur au-delà des motifs plutôt anecdotiques de cette expédition militaire. La prise d'Alger le 4 juillet 1830, ne donna pas l’effet escompté : au contraire, ce succès outre-mer encouragea le régime dans un raidissement autoritaire qui conduisit à la révolution de 1830.
Pour la monarchie de Juillet fraîchement installée, Alger constitue un legs plutôt encombrant et onéreux. Louis-Philippe songe d'abord à la restituer au sultan ottoman ou à son vassal le khédive d'Égypte, Méhémet Ali, ami de la France. Mais les lenteurs de la diplomatie laissent le temps aux gouverneurs, dont le maréchal Clauzel, de commencer la conquête et la pacification dans les plaines côtières. L’administration des possessions françaises en Algérie suscite alors un conflit parlementaire entre « colonistes », partisans d’une politique de prestige et d’expansion, et « anticolonistes », libéraux, partisans de l'évacuation. La position des « colonistes » l’emporte (1833).
La conquête de la plus grande Algérie est longue et difficile. Constantine, à l’est, est prise en 1837 ; la smala du grand rebelle de l’ouest, l’émir Abd el-Kader, est capturée en 1843; les dernières résistances ne s'éteignent que vers 1848, si l’on ne tient pas compte des poches de résistance aux alentours de Tizi Ouzou qui subsisteront jusqu'en 1857. Devant la résistance acharnée des indigènes, le futur maréchal Bugeaud, d'abord partisan de l'évacuation de l'Algérie, en arrive à penser que la conquête totale de l'intérieur est la seule issue. En 1838, il recommande une colonisation de paysans-soldats, sur le modèle des colonies romaines et des implantations cosaques dans le Caucase russe. En 1839, lors de la reprise des hostilités contre Abd el-Kader, Thiers, libéral converti aux thèses colonistes, met en avant devant la Chambre trois arguments pour la conquête de l'intérieur. Stratégique : c'est le seul moyen d'assurer la sécurité des implantations côtières. Économique: l'Afrique du Nord a été fertile et prospère sous l'Empire romain, elle peut le redevenir grâce à la colonisation française. Tactique: la France y gagne une armée entraînée et aguerrie.
Un quatrième facteur, non évoqué par Thiers, est au moins aussi important: la conquête de l'Algérie devient un enjeu de prestige dynastique, comme le montrent les commandements attribués aux fils du roi, les ducs d'Orléans, Nemours, Joinville, Aumale et Montpensier. La jeune dynastie d'Orléans s'inscrit ainsi dans une longue tradition française de monarchie guerrière, récemment revivifiée par Napoléon. Ce rôle d'« apanage militaire des fils du roi » est confirmé par les noms dynastiques donnés à plusieurs localités coloniales: Philippeville, Orléansville, Nemours, Aumale. La prise de la smala d'Abd el-Kader par le duc d'Aumale, le 16 mai 1843, immortalisée par le tableau monumental d'Horace Vernet, sera le dernier grand succès du règne.
Il ne s’agit plus simplement de commerce, mais la colonisation prend progressivement la forme d’une colonisation de peuplement, d’acquisition et d’établissement des territoires colonisés en tant que réelles parties de la France : « C’est ce transport d’une population considérable, d’une population agricole, commerciale, industrielle… c’est cette transplantation d’une population mâle et femelle, formant familles, villages et villes que j’appelle la colonisation de l’Algérie ». Il s’agit de concevoir ce qu’on appellerait un « lien ombilical » entre les deux rives de la Méditerranée, que l’Algérie devienne une partie intégrante de la France.
Les Français se considèrent comme « les héritiers et les légitimes successeurs des Romains en Afrique » et se réfèrent volontiers à leur modèle de colonisation urbaine et agricole ; en même temps, ils s'interrogent sur les raisons de l'effacement final de la romanisation d'une population maure inassimilable et cherchent les moyens d'éviter un pareil échec.
La transition voit aussi le dépérissement du vieux système colonial : les révoltes antillaises revigorées par la nouvelle en 1830 de la révolution de juillet ravivent le débat sur l’abolition de l’esclavage, qui subsistera pourtant jusqu'en 1848. Le commerce français reprend de l'ampleur dans les comptoirs africains ; il y a un gain d’intérêt pour l’Extrême-Orient (ouverture de cinq ports de l'Empire chinois en 1845).

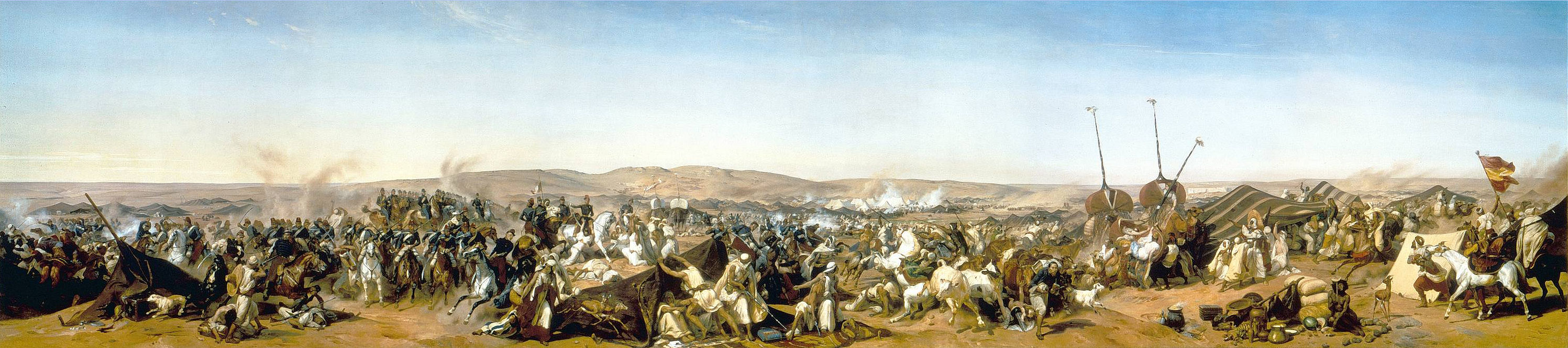
Prise de la smalah d'Abd-el-Kader, 16 mai 1843 par Horace Vernet.

#### Le Second Empire et la phase préimpérialiste
L’année 1848 voit l'achèvement de la conquête de l’Algérie, mais aussi l'abolition de l'esclavage décidée presque par surprise par les républicains du gouvernement provisoire et, quelques mois plus tard, l'envoi en Algérie d'une nouvelle vague de colons malgré eux: les déportés des journées de Juin 1848: une fois de plus, les colonies servent à la métropole pour régler des problèmes de politique intérieure.
Le coup d'État du 2 décembre 1851, exécuté par des généraux d'Algérie, et la proclamation du Second Empire par Napoléon III ouvrent une ère résolument tournée vers l’expansionnisme territorial. « Ce régime qui tripla l’étendue du domaine a sans doute écrit une page décisive de l’histoire coloniale française », écrivait encore Jean Martin en 1987. Loin de mettre sur pied une politique coloniale englobante ou clairement identifiable, sous l’autorité suprême lointaine d’un Napoléon III surtout intéressé par le prestige international, les "colonistes" s’arrangent à utiliser au mieux les forces internes – et, moins souvent, internationales – pour mener à bien leurs stratégies d'expansion.

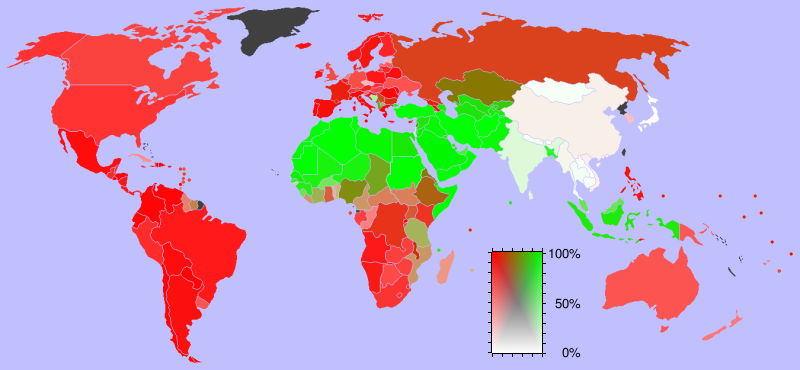
Carte illustrant la répartition relative du christianisme (rouge) et de l'islam (vert) à l'époque contemporaine

Les missions catholiques vers l’Extrême-Orient et l’Afrique jouent un rôle important, se rendant utiles aux expéditions d’explorateurs dans les terræ incognitæ et intensifiées à partir des années 1850, et servent aussi à apaiser les relations entre Napoléon III et le parti catholique brouillés sur la question de la politique italienne. Elles vont jouer un rôle décisif notamment dans la péninsule indochinoise, et plus largement en Asie de l'Est, dernière enclave culturelle et religieuse qui échappe à l'hégémonie occidentale et où subsiste encore une certaine souveraineté politique ; notamment au Japon, en Chine et au Vietnam. Ainsi, la plupart des sociétés traditionnelles (animistes et polythéistes) dans le monde ayant été acculturées, le contact avec l'Occident laisse poindre la menace de l'acculturation et laisse éclater une série de guerres et de résistances de la part des sociétés confucéennes face à l'irruption du christianisme.
L’idéologie des saint-simoniens influence les grandes lignes politiques de la colonisation, avec en particulier le poids de Prosper Enfantin, grand inspirateur de la politique algérienne du Second Empire. Enfantin, d’ailleurs, et Ferdinand de Lesseps sont à l’origine du percement à partir de 1854 du canal de Suez qui s’avère être une réussite et donne à la France une influence économique et culturelle en Égypte, influence qui s'affaiblira sans disparaître tout à fait lorsque Ismaïl Pacha, souverain égyptien éduqué à Paris, sera déposé par les Anglais en 1879.
En Afrique de l'ouest, c'est un facteur local, la nécessité de protéger les comptoirs du Sénégal contre le djihad mené par les "talibas" d'El Hadj Oumar, qui conduit les Français à amorcer la conquête de l'intérieur. Cette guerre est évoquée dans le dernier chapitre de Cinq Semaines en ballon de Jules Verne (1863), un des premiers romans français qu'on puisse qualifier d'inspiration colonialiste.
Le soutien militaire se fait sans grand-peine grâce au réarmement et à l’accroissement de la qualité des flottes et canonnières françaises, ainsi que grâce à la multiplication de stations navales dans quasiment toutes les régions où la France possédait des colonies. D’habiles manœuvres entamées en 1853 permettent à Joseph Lambert, commerçant et armateur à l’île Maurice, et à ses compagnons, d’obtenir pour la France, dès 1860, une grande influence sur Madagascar – en raison de changements dans la politique malgache, cette influence ne dure que jusqu’en 1863 – ; le tout dans une grande prudence de Napoléon III dans ses relations avec l’Angleterre. L’influence française grandit aussi aux Comores grâce à un trafic négrier qui se mit en place, poussé par les besoins en main-d’œuvre (paradoxalement, des besoins occasionnés par l’abolition de l’esclavage), dans les années 1860.
Cette expansion n’est pas tellement le résultat d’une politique unie, mais plutôt d'une ambiance favorable où les initiatives ponctuelles, rarement préméditées, sont approuvées après coup par la métropole. La limite la plus contraignante pour la France est de ne pas empiéter sur les prétentions d’une autre puissance européenne – surtout le Royaume-Uni.

### L’enjeu économique
La colonisation française a dans ses débuts été menée pour diverses raisons, parmi lesquelles la raison principale était sans aucun doute le mercantilisme, notamment le commerce triangulaire qui faisait la fortune des ports de l’Atlantique. Après un changement conjoncturel défavorable aux colonies pendant la Révolution, c’est un changement de l’économie mondiale (pour le dire simplement, il s’agit de l’industrialisation) qui ne manque pas d’apporter son lot de répercussions sur le regard de la France sur ses colonies, colonies qu’elle ne décide pas d’appeler « empire colonial » par hasard.

#### Le mercantilisme, dans la Restauration et au-delà
Dans un premier empire colonial morcelé qu’il reste à la France en 1815, le caractère vital des colonies pour l’économie se fait sentir en métropole. Le régime de l’Exclusif, aussi nommé système colonial, qui ferme législativement le marché extérieur des colonies au strict échange avec la métropole, aboli en 1791, est rétabli dès 1801. La conception de colonies au service du commerce français avait encore de beaux jours devant elle, ainsi que le rappelait le ministre des Colonies en septembre 1817 : « La fin qu’on s’est proposée en établissant des colonies étant essentiellement de favoriser et d’étendre le commerce de la métropole, ce serait un contresens ruineux que de rien tolérer qui peut augmenter le petit nombre de dérogations au régime de l’Exclusif. » Cette idée fait alors la quasi-unanimité parmi les hommes politiques, à l’image de l’intervention cette même année du député Cotton sur la nécessité des colonies en tant que fournisseuses de denrées et débouché pour les produits métropolitains, face à ce qu’il voyait comme une fermeture des marchés des États européens : « […] bientôt les différents peuples n’auront rien à se fournir les uns aux autres. Le commerce extérieur sera tiré par les progrès mêmes du commerce et de l’industrie ».
Pourtant, c’est en cette même période que la France fait face à une profonde crise coloniale qui se répercute sur ces termes de l’échange entre colonies et métropole : la suppression de la traite ruinant les comptoirs sénégalais et engendrant la ruine progressive des cultures antillaises ; la concurrence du sucre de betterave sur le sucre de canne, conjuguée à un désintérêt pour l’esclavage en tant que ressource de production, ne faisant que s’alourdir le fardeau sur les Antilles ; le peu d’émigration vers les colonies que lui préfère l’exode rural en France ; tout cela ne sont qu’autant de facteurs qui donnent en France l’impression globale que les colonies sont peu utiles.
Mis en forme par le Pacte colonial, l’Exclusif est supprimé en 1861, sous le Second Empire, au grand regret des protectionnistes qui réussissent en 1889 à remettre ce régime en vigueur, convainquant les députés avec la peur que l’indépendance économique ne pousse à l’indépendance complète, et dans un climat politique différent, tendant vers l’impérialisme (voir plus bas). La suppression de l’Exclusif en 1861 par Napoléon III rend aussi témoignage de la percée des théories libre-échangistes en France (déjà consacrées dans le traité de libre-échange de 1860), qui devait ouvrir les voies à la grande colonisation capitaliste moderne.[réf. nécessaire]

#### Libre-échange et capitalisme coloniaux
Voir aussi : Industrialisation (XVIIIe et XIXe siècles)
La prospérité économique et la stabilité des institutions, le développement du machinisme et de la grande industrie vont s’accélérant, ce qui fait ressentir le besoin d’un changement de régime économique. Napoléon III et son régime libéral s’en chargent sans trop de difficulté. « L’ancien système colonial était devenu obsolète ». Déjà discréditée lors de l’abolition de l’esclavage, la colonisation mercantile s’efface derrière le libre-échangisme, un concept qui trouve un fondement idéologique non sans lien avec l’idéologie coloniale : la liberté commerciale est vue comme le pendant de la liberté individuelle, un pas vers la consécration de la liberté individuelle dans le cadre de l’expansion coloniale, et accessoirement dans la continuité de l’émancipation des Noirs qui avait été la visée de l’abolition de l’esclavage. La colonisation devient, elle aussi, peu à peu porteuse de valeurs nobles[réf. nécessaire]

### Pourquoi et comment de l’expansion coloniale avant 1871: esquisse
L'expansion coloniale française avant 1871 est une colonisation en devenir, reflet d’une situation politique interne à la France, où le régime se cherche également, entre deux révolutions. Ce manque de stabilité provoque évidemment un manque de définition globale de ce qu'est ou doit être l'expansion coloniale. Le règne de Napoléon III témoigne d'ailleurs du fait que, même si les forces en faveur de l'expansionnisme sont bien présentes (prospérité économique, assurance logistique, personnages entreprenants), la complexité de la situation interne et des rapports de force internationaux (surtout vis-à-vis de l'Angleterre) ne permettent pas d'« activisme colonial » encadré par le pouvoir.
Les observations transversales nous permettent néanmoins de dresser le constat d’une colonisation changeante, façonnée primo par le libre-échangisme et le libéralisme, et secundo par la volonté de prestige et d'expansion. Ces deux traits principaux ne donnent qu'une esquisse grossière, mais ce sont eux qui ont porté à des degrés fluctuants la volonté des acteurs français (partis et factions, personnages, chefs d'État) dans l'expansion coloniale de ce demi-siècle.
Il faut attendre la chute du Second Empire pour voir s’opérer le façonnage d'une idéologie au sens de « système d'idées, de représentations, de conceptions sociales, qui exprime des intérêts de catégories et groupes sociaux, [et] fournit une interprétation globale du monde tel qu’il est organisé et implique des points de vue, des normes de conduites et des directives d’action », consécutive à une mobilisation dirigée vers un « activisme colonial » à l'initiative de Jules Ferry ; mobilisation également nourrie par une prétention à l'accomplissement d'une mission de la population entière de la France, marquant ainsi un découplage définitif d'avec l'ancien mercantilisme, et détrônant sur le plan idéologique, mais ambigument (voir plus bas), une colonisation portée par des intérêts privés.

## Du colon à l'émancipateur ou l'œuvre de la Troisième République
L'ordre établi par Vienne (1815) eut l'efficacité de rendre les puissances européennes, et surtout la France, assez prudentes en ce qui relevait des menaces aux intérêts européens outre-mer ; les cas de l’Algérie et de Madagascar le montrent. Les choses changent pourtant avec la Troisième République, à cause de considérations liées à la situation internationale en Europe.
Le seul grand enjeu géostratégique pour la politique coloniale de la France dans le Second Empire est l'unification des possessions coloniales ; l’immensité des territoires à conquérir et une colonisation non hostile aux autres puissances européennes permettent à la France de passer pour une puissance coloniale assez inoffensive outre-mer. Cette impression est renforcée lorsqu’est mise en exergue l’apparente faiblesse militaire et politique française lors de la guerre franco-prussienne de 1870. À vrai dire, peu se soucient des colonies à l’intérieur du territoire français, et l’on ne manqua pas de se demander sérieusement « À quoi bon les colonies ? » – un symptôme que Charles-Robert Ageron cible comme une « absence de motivations instinctives et de traditions contraignantes », et sur lequel rebondit le discours colonial. Loin des rives africaines et asiatiques, ce qui concentrait beaucoup les politiques était principalement l’Allemagne et la récupération des territoires perdus après la défaite de Sedan.

### La défaite de Sedan, l’amertume française et l’exutoire colonial
La défaite de l’armée française à Sedan en septembre 1870 marque profondément les orientations politiques de la France durant la IIIe République. Le traité de Francfort (mai 1871) sur lequel la défaite débouche, scellant le sort du territoire français en Europe ainsi que celui des relations franco-allemandes jusqu’en 1914, fait du « problème allemand » un sérieux sujet de préoccupation pour les hommes d’État. En termes géographiques, c'était elle, l’Allemagne, la réelle et constante menace. Pis encore, son développement démographique assurait aux Allemands un développement économique et militaire qui concurrençait continuellement la puissance française.
Surtout, dans l'opinion publique française, l'annexion de l'Alsace-Lorraine est vue comme une oppression des peuples, une injustice réalisée contre le vœu des populations. L'idée d’une revanche est présente, légitimée et entretenue : « Loin de jouer les agresseurs, la France n’aurait fait que réparer une violation du droit en reprenant les provinces perdues ».
Bien que la question d'Alsace-Lorraine s'estompe fortement dès les années 1890, elle reste un point délicat qui ne cesse d'orienter la politique étrangère française, et rend très difficile un rapprochement entre les deux pays. En effet, le régime français étant fondé sur le suffrage universel, les hommes politiques ne pouvaient pas compter sur un effacement de ce facteur sentimental provoquant l'hostilité populaire des Français à l'égard des Allemands. L'idée d’une revanche ne s'éteint donc pas et, au contraire, continue à préoccuper les esprits et donne lieu au maintien de l'effort militaire en vue d'une guerre.
Le retard de l’industrie métallurgique française sur une Allemagne avec une production propulsée par l'abondance du bassin de la Ruhr et de la Lorraine annexée – ceci constituant un gros avantage pour la guerre moderne –, conjuguée à un ralentissement de la croissance démographique face au maintien allemand, finit par mettre en évidence l'incapacité française de se mesurer seule à seule avec l’Empire allemand. Par surcroît, l'isolement de la France face à l’Allemagne bismarckienne installa le sentiment que la politique de revanche acculait la France dans une impasse. Le nécessaire exutoire à cet acculement est trouvé dans le colonialisme. C’est ainsi que Jules Ferry, « un des premiers, comprit que le pays devait se tourner vers d’autres horizons. La solution de rechange, c’était la politique d’expansion coloniale qui devait permettre à la France de retrouver son rôle de puissance. » C’est également l'avis partagé de façon encore plus convaincue par Léon Gambetta, opposant de l'Union républicaine aux conservateurs. Les conservateurs, parfois royalistes mais surtout cléricaux, ne sont pas particulièrement anticoloniaux : la ligne de fracture se trouve en réalité parmi les républicains, en matière coloniale, entre une tendance radicale, celle de Ferry, requérant des solutions immédiates aux questions, et une tendance « opportuniste » (Jean Ganiage), celle de Gambetta, qui estime que les expéditions coloniales doivent se lancer dès que l'opportunité s'en présente. Il va sans dire que la constitution d'une doctrine coloniale n'en devient que plus difficile à dégager. C'est par jeu de persuasion et de discours colonialistes orchestrés par le truchement des médias de masse – il s'agit avant tout de la presse, montant en force –, qu'une idéologie se constitue. Emportée par cette tendance, la colonisation française épouse progressivement la forme que les élites politiques veulent lui donner ; la colonisation devint avant tout affaire de députés et d'élites, et non vraiment l'affaire du peuple. Ressort dans cette période toute l'importance des forces parlementaires – ainsi que, de manière compréhensible, les forces élitistes – au cours de la réalisation de cette « œuvre de la Troisième République ».

### Du discours colonial à l’idéologie coloniale
Nous avons eu l’occasion de constater que le « discours colonial » français avait déjà conduit la conquête de l'Algérie, ainsi que la politique algérienne de la France après coup. Avec la nouvelle donne franco-allemande depuis 1871, le discours colonial s'oriente nettement plus résolument vers le colonialisme. À ce titre, en 1874 Paul Leroy-Beaulieu publie De la colonisation chez les peuples modernes et devient une personnalité influant en faveur de l'expansion du second empire colonial français. Mais le colonialisme de la IIIe République est de nature différente de celui auquel le parlement avait eu affaire aux jours de la victoire française en Algérie. La progression des idées colonialistes parmi les parlementaires est ici portée : primo, par la constitution d’un réel parti colonial, matière grise du discours colonialiste représentant une catégorie sociale identifiable ; secundo, par une disposition populaire à la revanche militaire face à l’Allemagne.
Sur cette seconde observation, on tendrait à dire que la construction de l'idéologie coloniale française, qui suit un schéma situationnel dans une large mesure, s'est réalisée sur une toile de fond pathologique, assimilable à un complexe d'infériorité vis-à-vis de l’Allemagne, et conférant accessoirement un apparent sentiment d’exiguïté dans les frontières de l'Hexagone. Les contrées à coloniser comme l'Afrique occidentale devenaient accessoirement – et accessoirement seulement – des arènes pour redorer le blason français lorsqu'il était terni sur le Vieux Continent.
Cette remarque veut servir de base pour l’argument suivant : bien que Jules Ferry, devenu président du Conseil en 1880, soit aujourd'hui encore considéré comme l'une des figures de proue de l'expansion coloniale sous la IIIe République, il est surprenant que sa personnalité et son parcours politique eussent pu lui attribuer autant de force parlementaire. Le régime de démocratie imposait une certaine assise populaire à une politique expansionniste, qui deviendrait impérialiste. On est donc, pour ainsi dire, forcé de penser que cette subite résolution coloniale de la France laisse envisager en filigrane un « retournement de l’esprit public » qui aurait rencontré les intérêts d'un Ferry dont le leadership était marqué par le prestige et la grande politique. C'est à cette assise populaire, importante lorsque l'on songe à une idéologie, qu'il est intéressant de se focaliser. Laquelle a-t-elle été ?

#### Le «parti colonial» ou le façonneur d'idéologie
Selon Charles-Robert Ageron, le parti colonial est « un comité de notables dirigé par des parlementaires et s’efforçant d’exercer une action politique. Mais ce parti était original en ce qu’il recrutait dans toutes les familles de pensée et qu’il n’avait pas d’ambitions électorales ».
Le parti colonial ne manque pas de ressentir comme aigre la supériorité allemande. Le principal moteur intellectuel du parti colonial est constitué par le mouvement géographique (animé par les membres des sociétés de géographie) qui conquiert alors avec succès « tout un peuple de lecteurs modestes.» En effet, le mouvement géographique qui attire l’intérêt du public notamment pour être parvenu à faire de la géographie en 1872 une matière scolaire, est tout naturellement stimulé par la volonté coloniale : « C’est le nord-ouest de l’Afrique […] que nous devons choisir pour le principal théâtre de nos recherches et de nos explorations », écrivait-on déjà en 1873. Seulement, avec l’idée en tête qu’il fallait réformer la manière de faire de la géographie pour la rendre plus pratique, et donc plus populaire pour le soutien à l’expansion coloniale. Ainsi,

« La supériorité allemande dans son approche des sciences était vue comme une partie des raisons sous-jacentes à leur victoire, et la science de la géographie, tout spécialement dans le sens pratique de sa description du terrain, des ressources, et de la topographie, semblait avoir une application évidente en temps de guerre. La popularisation et la praticité devinrent les mots d’ordre des réformateurs alors qu’ils recherchaient à refaire leur science, qu’ils voyaient comme étant devenue trop théorique, académique, et lourde. »

Vivement actif dans la promotion, le couronnement et la popularisation des explorateurs, le mouvement géographique champignonne dans une forme issue de cette réforme, celle de la « géographie commerciale ». Le mouvement en vient à se marquer profondément par les intérêts économiques de l’expansion coloniale ; ainsi observe-t-on une refonte dans l’adhésion à plusieurs grandes sociétés géographiques, allant jusqu’à 66 % de membres venant d’un contexte commercial à Bordeaux entre 1872 et 1879. À côté de cela, le versant politique du mouvement capote, telle la Société française de Colonisation qui est « un feu de paille […] entraîné dans le discrédit de l’idée coloniale qui suivit la chute de Jules Ferry ». Il ne reste donc que l’importance du « groupe de pression » que forme le parti colonial, alimenté en idées par les membres des sociétés géographiques.
Cette dépendance du discours colonial vis-à-vis des intérêts situationnels ne cesse de se vérifier. La chose n’est certes pas nouvelle, si l’on garde à l’esprit que ce sont bien souvent les commerçants de la Mer Méditerranée (principalement Marseille) qui ont été les plus activistes dans le colonialisme depuis le début du XIXe siècle. La différence se joue ici sur l’entraînement des valeurs républicaines dans la volonté colonialiste du parti colonial, désormais teintée de capitalisme et d’« esprit d’entreprise ».

#### Du colon à l’émancipateur: «colonialismerépublicain»
L’influence importante du parti colonial, ayant épousé le républicanisme, lui rend nécessaire pour populariser ses idées de valider une idéologie à l’intérieur des frontières. Les valeurs républicaines de liberté, d’égalité et de fraternité entre les peuples sont invoquées. Les conditions pour une idéologie – au sens de M’Bokolo : catégorie sociale, interprétation du monde, points de vue, normes et directives d’action – sont réunies[réf. nécessaire].
L’idéologie est adaptée à la situation pour être validée. Ainsi la liberté des peuples hisse au-dessus du colonialisme français la bannière de la libération des peuples opprimés, libération due à l’affirmation de la fraternité entre les peuples, vieille d’une ère napoléonienne révolue ; l’idéal de libération faisait frémir les puissances conservatrices en Europe depuis au moins le début du siècle. Mais la France n’avait rien à craindre, il s’agissait de l’Afrique. Les prétentions coloniales ne concernaient encore que des territoires qui étaient considérés res nullius, Tunisie, Sénégal, et bientôt Haute-Volta, Guinée, Côte d'Ivoire, Dahomey, Gabon, Congo français et de nombreux autres territoires qui pour la plupart ont formé jusqu’en 1914 l’Afrique-Occidentale française et l’Afrique-Équatoriale française, et constituent aujourd’hui la majorité des pays francophones d’Afrique occidentale et équatoriale. Les cas du Maroc et de l’actuel Sahara occidental sont d’exception. Les autres puissances n’étaient pas explicitement menacées. Nul besoin n’était, par ailleurs, d’établir sérieusement que les peuples africains étaient opprimés : le traitement, même traître, des comptes-rendus des explorateurs semblait suffire à convaincre les parlementaires du bien-fondé de la volonté libératrice française. Il arrivait cependant souvent que les explorateurs ramènent des récits attestant d’organisations politiques élaborées, au sein desquelles l’oppression des peuples par une forme quelconque de tyrannie n’était nullement affirmée). Divers auteurs rattachent cette méthode à une classique rhétorique de guerre visant à discréditer l’adversaire — adversaire que les peuples en question étaient effectivement, lors des guerres coloniales
L’établissement et l’annexion effective des territoires « libérés » par l’autorité républicaine française repose sur le présupposé il ne s’agissait pas de peuples égaux, mais de peuples inférieurs. Les avis scientifiques — trempés de darwinisme social — à l’appui, la popularisation massive, dans les médias, de peuples et de sociétés exotiques mais inférieures aux Blancs, revêtait la France d’une mission plus belle encore, si belle qu’elle convainc le parlement de la nécessité d’une entreprise coloniale sous le drapeau tricolore : l’émancipation des peuples. La France libère non seulement les peuples du joug de la tyrannie, mais les émancipe pour en faire des citoyens, citoyens qu’ils n’étaient sûrement pas, et aspiraient certainement à devenir. L’émancipation des peuples est le porte-étendard d’une colonisation à visage humain, par distinction par rapport aux concurrents européens – qui pourtant possédaient aussi, dans les idéologies coloniales, leurs Marianne. Au moment de la Conférence de Berlin sur le partage des colonies en Afrique, en février 1885 – témoignant de la survivance d’un système du concert en décrépitude –, cette présomption de supériorité, en contradiction avec les droits de l’homme et le principe d’égalité des hommes et des peuples, fondements même de l’identité de la France républicaine, posait sérieusement problème dans les enceintes parlementaires françaises et mettait à mal l’unité de position que la France devait exprimer à la Conférence ; elle fut donc soigneusement évitée. Il y a là un dilemme, qui n’est pas neuf (voir plus bas), mais qui injectait un problème d’ordre existentiel dans l’idéologie coloniale française.

« L’idée inégalitaire d’une primauté naturelle des Blancs, qualifiés de « race supérieure » par rapport aux Noirs, Jaunes et autres « sauvages », s’accommodant mal de l’affirmation des droits de l’homme, ce n’est pas en s’appuyant essentiellement sur une argumentation théorique que les défenseurs d’une telle contrefaçon ont réussi à l’imposer. Leur démonstration tenant du sophisme, la seule manière d’y parvenir était de suggérer que cette hiérarchie est d’une évidence tellement éclatante que l’on n’a pas même besoin de la démontrer. C’est en contournant le débat de 1885, bien mal engagé pour eux, que les tenants de cette théorie ont pu faire en sorte qu’elle finisse par apparaître comme une vérité d’évidence. »

Le versant économique de la colonisation, auquel le parti colonial tenait beaucoup (voir plus haut), fait ressurgir diverses questions et achève de transformer le modèle économique pour les colonies françaises. Un Exclusif d’un genre nouveau est recréé, avec la progression dès le début du XXe siècle du concept de « mise en valeur » des colonies, sacralisant le libre-échangisme comme mode économique[réf. nécessaire]. La méthode d’implantation en Afrique occidentale se concentre sur une réplication de l’exemple algérien (voir plus haut), avec une installation, une modernisation et une exploitation du terrain. La discordance entre les intérêts des colonialistes français, majoritairement économiques, et les idéaux mis en avant, ceux du républicanisme dominant, est manifeste. Gilles Manceron résume assez bien cette contradiction dans le chef du « parti colonial »[Quoi ?] :

« Constitué, le 15 juin 1892, par quarante-deux députés, il en compte cent vingt l’année suivante et, tandis qu’un groupe analogue se forme au Sénat en 1898, près de deux cents en 1902. Pendant toute la [IIIe] République, ce groupe, qui fournit, entre 1894 et 1899, cinq des sept ministres des Colonies, comptera les hommes politiques les plus en vue du régime, recrutés sans exclusive dans tous les partis politiques, hors les communistes. Il épouse, bien évidemment, le discours républicain dominant, mais à la manière de ces colons du club Massiac sous la Révolution, dont Milscent disait en 1794, dans Le Créole patriote, qu’ils ont "le langage du républicanisme sur les lèvres" pour proposer la "subversion des principes et la conservation des privilèges"<. »

Ainsi, le colon devient émancipateur, mais aussi entrepreneur. L’importance de l’économie dans l’expansion coloniale française, accentuée par la sorte de lobby économique que constitue, pour une grande part, le parti colonial, est réellement à l’origine des conflits coloniaux, surtout entre la France et l’Angleterre dans l’ouest de l’Afrique et avec l’Allemagne en Afrique centrale et équatoriale. On peut sans doute considérer ce paramètre parmi les origines de la Première Guerre mondiale.[réf. nécessaire]

#### Un paradoxe, un dilemme… Une colonisation qui ne «tourne pas rond»
L’idéologie coloniale française avec les développements survenus dans la politique coloniale française se caractérise par deux traits principaux. D’abord, le paradoxe entre, d’une part, le colonialisme libre-échangiste, réalisé sur le terrain par la « mise en valeur » et la promotion d’entreprises mutuelles, un processus défenseur de valeurs individualistes ; et d’autre part, l’ouverture à une colonisation émancipatrice, défenderesse de valeurs universalistes (par définition transcendantes aux intérêts privés)[réf. nécessaire].
Il y a une corrélation avec ce qui caractérise l’idéologie, à savoir, que les points de vue impliqués dans l’idéologie coloniale expriment inévitablement des intérêts de catégories et groupes sociaux, et non pas un universalisme républicain. Mais il y a plus qu’un simple caractère d’incompatibilité paradoxale entre le dit et le fait. On ne tarde pas, non plus, à concevoir un certain malaise entre les concepts de France républicaine et de colonialisme français.
Alors qu'en Europe règne la pudibonderie, les colonies deviennent un eldorado sexuel propices aux fantasmes débridés sur les femmes indigènes « puisque le corps de l’« Autre » est lui-même placé en dehors du champ licite des normes ». Pour Pascal Blanchard, « les Occidentaux partiront dans les colonies avec le sentiment que tout leur est permis. Là-bas, il n’y a pas d’interdit, tous les verrous moraux sautent : abus, viol, pédophilie »,.
À la suite du paradigme réaliste qui dans le champ de la théorie des relations internationales théorisait le dilemme du canon et de l’identité, la colonisation pose la question de l’identité. L'historien Gilles Manceron rappelle la bataille argumentaire, dans les assemblées et l'opinion publique qui opposa, pendant la Révolution, les « colonistes » attachés au statu quo aux députés révolutionnaires partisans de l’abolition de l’esclavage et de l’abandon des colonies, à la fin du XVIIIe siècle.
Le slogan qui animait les abolitionnistes au début de la révolution française, « périssent nos colonies plutôt qu’un principe », représentait bien cette contradiction fondamentale entre le principe de la colonisation et le principe de la République à la française. Cette contradiction s'est perpétuée la France contemporaine et catalyse les mouvements panafricains et antifrançais qui dénoncent les traces laissées par l’idéologie coloniale française présentée comme le masque couvrant la spoliation matérielle, l’exploitation économique, la domination politique et culturelle et le racisme.

## La droite et la gauche françaises et l'idéologie coloniale
- Si vous ne connaissez pas le sujet, laissez ce bandeau (vous pouvez alors contacter les auteurs).
- Si vous supprimez le contenu mis en cause (vous pouvez préalablement contacter les auteurs),

argumentez précisément cette suppression dans la page de discussion
(un manque de référence n'est pas un argument ; une recherche réelle de référence doit avoir été effectuée, être formellement documentée).

### La droite fut d'abord anti-colonialiste
Contrairement aux idées reçues, la droite française était d'abord, dans les années 1880-1890, farouchement opposée à l'entreprise coloniale en Afrique. Pour elle, la France devait choisir entre la « Revanche », impératif patriotique, et l'expansion coloniale, chimère détournant les Français de la « ligne bleue des Vosges ». Les énergies qui se dissiperaient dans l'aventure coloniale devaient être orientées vers les provinces perdues. Cet anticolonialisme nationaliste fut incarné entre autres par Paul Déroulède. Pour lui, jamais les colonies ne pourraient offrir une compensation à la perte de l'Alsace et de la Lorraine et c'est dans ce sens qu'il répondait à Jules Ferry : « J'ai perdu deux sœurs, et vous m'offrez vingt nègres ». Quelques années auparavant, en 1884, devant le Sénat, le duc de Broglie, sénateur monarchiste orléaniste et ancien président du Conseil affirma face aux postulats de Jules Ferry que « les colonies affaiblissent la patrie qui les fonde. Bien loin que de la fortifier, elles lui soutirent son sang et ses forces ». Cette volonté d'un choix, inévitablement selon la droite française de l'époque en faveur de l'Alsace-Lorraine, entre colonies et territoire national, est ainsi résumée par le député bonapartiste Paul de Cassagnac s'adressant en 1883 à Jules Ferry : « Au lieu de vous lancer à courir après des colonies nouvelles agrémentées de prétendus gisements d'or que vous ne connaissez pas, (…), et de prétendues mines de houilles que vous indiquez sur vos cartes fantaisistes pour que l'opinion publique vous accompagne dans cette aventure lointaine, la France vous dira de ne pas regarder si loin ; (…) c'est en France qu'il faut regarder, c'est la misère qui est en France qu'il faut soulager ».
De même, le caractère anti-égalitariste du nationalisme intégral de Maurras fera de l'Action française une farouche opposante à la colonisation tout au long de son existence.

### Une partie de la gauche a longtemps été colonialiste
Des républicains, des hommes de gauche, des militants laïques furent des initiateurs de la colonisation, alors que toute la philosophie qui les animait reposait pourtant sur le contrat social. Pourquoi ? La réponse est claire : parce que la France républicaine avait un devoir, celui d’un aîné devant guider son cadet non encore parvenu à l’éclairage des Lumières.
Ainsi, dès le 18 mai 1879, Victor Hugo se faisait le chantre du colonialisme en prononçant un discours qui représente l'archétype même de la pensée colonialiste de gauche : « Cette Afrique farouche n’a que deux aspects : peuplée, c’est la barbarie, déserte c’est la sauvagerie ! (…) Allez peuples, emparez-vous de cette terre, prenez-la ! À qui ? À personne ! Prenez cette terre à Dieu ; Dieu donne l’Afrique à l’Europe ! Prenez-la, non pour le canon, mais pour la charrue ; non pour le sabre, mais pour le commerce ; non pour la bataille mais pour l’industrie (applaudissements prolongés). Versez votre trop-plein dans cette Afrique, et du même coup résolvez vos questions sociales, changez vos prolétaires en propriétaires ! Faites des routes, faites des ports, faites des villes ! Croissez, cultivez, colonisez, multipliez, et que sur cette terre de plus en plus dégagée des prêtres et des princes, l’Esprit divin s’affirme par la paix et l’Esprit humain par la liberté (applaudissements enthousiastes…) ».
Le 25 juillet 1885, Jules Ferry déclare devant la Chambre : « Il faut dire ouvertement que les races supérieures ont un droit vis-à-vis des races inférieures. Je répète qu'il y a pour les races supérieures un droit, parce qu'il y a un devoir pour elles. Elles ont le devoir de civiliser les races inférieures »,. La réponse de Georges Clemenceau, certes isolé, le 30 juillet 1885, est restée célèbre : « Voilà, en propres termes, la thèse de M. Ferry et l'on voit le gouvernement français exerçant son droit sur les races inférieures en allant guerroyer contre elles et les convertissant de force aux bienfaits de la civilisation. Races supérieures ! Races inférieures ! C'est bientôt dit ! Pour ma part, j'en rabats singulièrement depuis que j'ai vu des savants allemands démontrer scientifiquement que la France devait être vaincue dans la guerre franco-allemande, parce que le Français est d'une race inférieure à l'Allemand. Depuis ce temps, je l'avoue, j'y regarde à deux fois avant de me retourner vers un homme et vers une civilisation et de prononcer : homme ou civilisation inférieure ! (…) ».
Quarante ans plus tard, Léon Blum affirmait pour sa part, toujours devant la Chambre : « Nous admettons le droit et même le devoir des races supérieures d'attirer à elles celles qui ne sont pas parvenues au même degré de culture, et de les appeler aux progrès réalisés grâce aux efforts de la science et de l'industrie ». Jean Jaurès, grande icône républicaine, dans son discours devant la Chambre en 1903 : « La civilisation [que représente la France] en Afrique auprès des indigènes, est certainement supérieure à l’état présent du régime marocain ». Ces citations sont autant de signes d'une tendance qui aura duré jusqu'à la fin de la IVe République.

## Les colonies dans l'art

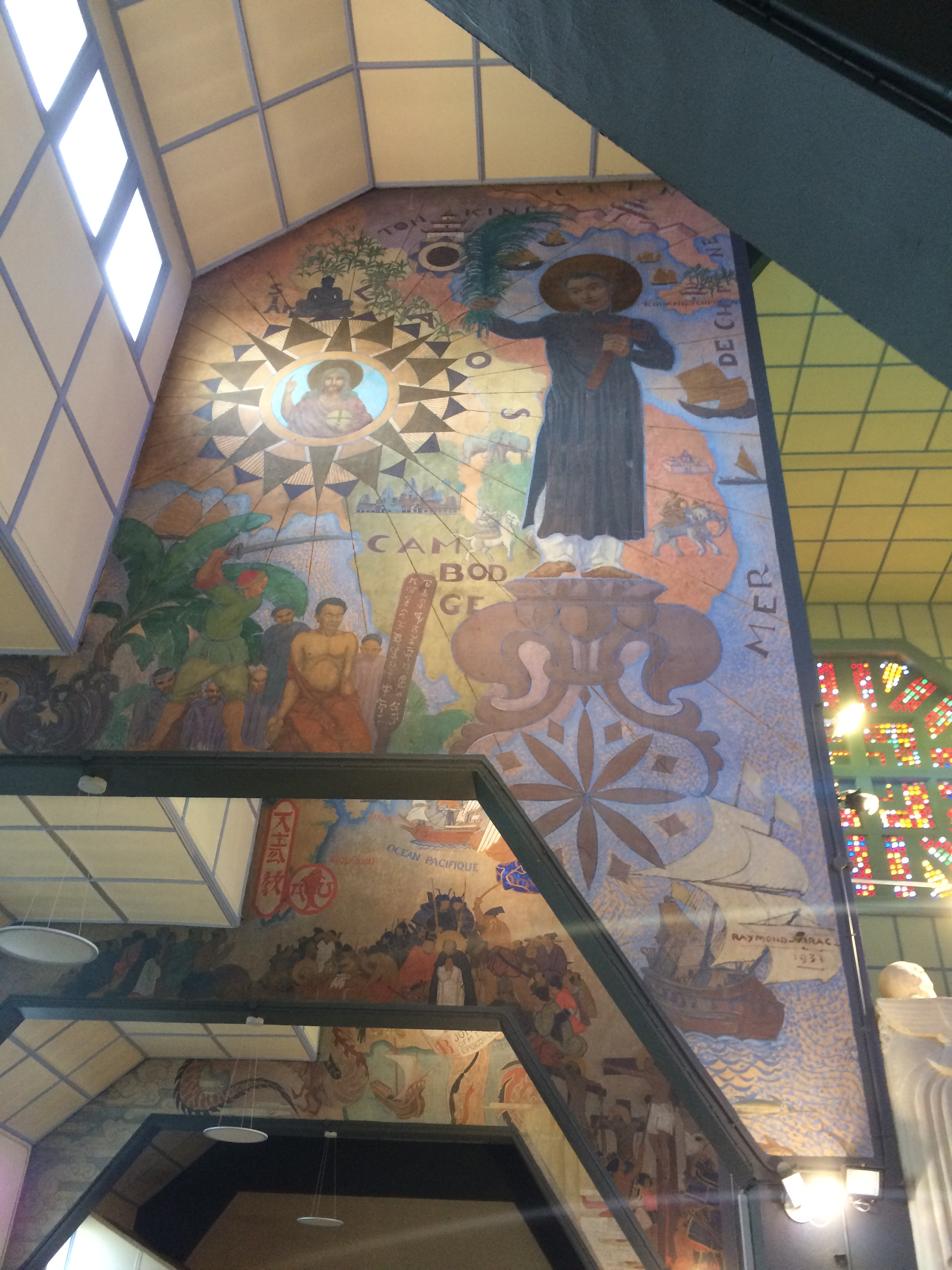
Fresque de Raymond Virac sur l'évangélisation de la Cochinchine dans l'Église Notre-Dame-des-Missions-du-cygne-d'Enghien.

Les indigènes sont souvent représentés et de l’œuvre coloniale exaltée dans les arts visuels, notamment dans la décoration de nombreux édifices au XIXe siècle qui culmine lors de l'Exposition coloniale internationale de 1931. La Prise de la smalah d'Abd-el-Kader réalisé vers 1843 par Horace Vernet et la Prise du fort de Fautahua à Tahiti (1846) de Charles Giraud, glorifient les conquêtes françaises.  Le Pavillon des Missions, dont la conception est supervisée par Paul Tournon, est repris pour l'église Notre-Dame-des-Missions-du-cygne-d'Enghien. Le peintre André Herviault produit de nombreuses représentations de la vie en Afrique à la période coloniale dont Scène de la vie quotidienne dans un village d'Afrique centrale, également exposé en 1931, qui montre des cases primitives en terre battue et à toit de paille, typiques du Togo, autour d’une végétation de type tropicale. Au-delà du souci ethnographique, il sous-entend néanmoins la « vision apologétique d’une France civilisatrice du monde colonial extra-occidental ». Une autre de ses L’Officier topographe elle aussi montrée à l'Exposition coloniale, donne une représentation idéalisée de travaux bien organisés survolés par un biplan, alors qu'en 1927 et 1928 l'écrivain André Gide puis le journaliste Albert Londres en avaient donné une tout autre description de ces chantiers où plusieurs milliers d'indigènes trouvèrent la mort. De même le tableau de Georges Michel célébrant Les Productions minérales d’Indochine omet l'appropriation réalisée par les colons. Des artistes parviennent à rendre compte de manière moins orientée par exemple la préparation du couscous pour Gustave Guillaumet ou de l'immensité dans une représentation panoramique du Sahara pour Maxime Noiré. Une sélection de ces œuvres sont exposées en 2018 au Musée du quai Branly dans le cadre de l'exposition « Peintures des lointains ».
À rebours des représentations voyeuristes  des nus féminins d'André Liotard ou de Roger Reboussin, Marie Caire Tonoir, Marie-Antoinette Boullard-Devé ou Fernand Lantoine captent la beauté des femmes sans tomber dans des clichés racoleurs. La représentation quasi systématique de la nudité façonne l’identité même des femmes indigènes, donne lieu à l'édition de millions de cartes postales pornographiques qui influencent de manière durable les mentalités sur les femmes des anciennes colonies

## Fracture coloniale
Selon les historiens Nicolas Bancel, Pascal Blanchard et Sandrine Lemaire en 2005, il existe une fracture coloniale en France : l'incapacité française à étudier son histoire coloniale, il y a par exemple très peu de musées qui sont consacrés aux colonies. Or sans une vraie analyse, on ne peut selon eux pas déconstruire les idéologies véhiculées à l'époque coloniale. Pour eux, ce retour n'a pas été fait et nous ne vivons pas tout à fait dans un monde post-colonial : il n'y a pas encore eu de rupture. Cette idée de fracture coloniale se réfère aux études postcoloniales,.

#### Ouvrages généraux
- Jean Burhaut, « Français (Empire colonial) », dans Jacques Bersani (dir.), Encyclopædia Universalis. Paris : Éd. Encyclopædia Universalis, t. 9, 1996, p. 776–783.
- Raoul Girardet, L'Idée coloniale en France de 1871 à 1962, Paris, 1972.
- Nicolas Bancel (dir.), Pascal Blanchard (dir.), Sandrine Lemaire (dir.) et Dominic Thomas (dir.), Histoire globale de la France coloniale, Philippe Rey, 3 novembre 2022, 864 p. (ISBN 978-2-84876-980-6, présentation en ligne)
- Pierre Singaravélou (dir.), Arthur Asseraf, Guillaume Blanc, Yala Kisukidi et Mélanie Lamotte, Colonisations : Notre histoire, Paris, Seuil, 2023, 720 p. (EAN 9782021494150, présentation en ligne)

#### Monographies
- Charles-Robert Ageron, 'France coloniale ou parti colonial ?, Paris, PUF, coll. « Pays d'outre-mer », 1978.
- Gilbert Comte, L’Empire triomphant : 1871–1936, t. 1, Paris, Denoël, coll. « L’Aventure coloniale de la France », 1990.
- Léopold Genicot et al., Atlas historique : Les Grandes Étapes de l’histoire du monde et de la Belgique, Bruxelles, Didier Hatier, 1997.
- Olivier Le Cour Grandmaison, Coloniser, exterminer, Paris, Fayard, 2005.
- Robert Louzon, Cent ans de capitalisme en Algérie : 1830-1930, Acratie, 1998.
- Gilles Manceron, Marianne et les colonies : Une introduction à l’histoire coloniale française, Paris, La Découverte, 2003.
- Jean Martin, L’Empire renaissant : 1789–1871, Paris : Denoël, coll. « L’Aventure coloniale de la France », 1987.
- Claude Roosens, Les Relations internationales de 1815 à nos jours, Louvain-la-Neuve, Bruylant Academia, coll. « Pédasup », 2001.
- (en) William H. Schneider, An Empire for the Masses : The French Image of Africa, 1870–1900, Londres, Greenwood Press, 1982.
- « Pensée coloniale 1900 », dans Mil neuf cent : Revue d'histoire intellectuelle, no 27, 2009, en particulier Gilles Candar, « La Gauche coloniale en France : Socialistes et radicaux (1885-1905) », p. 37-56
- Sandrine Lemaire, Pascal Blanchard, Nicolas Bancel, Alain Mabanckou et Dominic Thomas, Colonisation & Propagande : Le pouvoir de l’image, Le Cherche Midi, 2022, 286 p. (ISBN 978-2-7491-7227-9, présentation en ligne)
- Nicolas Gautier et Zilong Zhao, « La Proclamation de l'empereur Hàm Nghi », Outre-Mers, nos 420-421,‎ 2023, p. 311-325 (lire en ligne)
- Nicolas Gautier, Shintoïsme et décolonisation en Extrême-Orient, Paris, L’Harmattan, coll. « Recherches Asiatiques », 2022 (ISBN 214025239X)